# Municipio de North Newton
El municipio de North Newton (en inglés: North Newton Township) es un municipio ubicado en el condado de Cumberland en el estado estadounidense de Pensilvania. En el año 2000 tenía una población de 2.169 habitantes y una densidad poblacional de 37.2 personas por km².

## Geografía
El municipio de North Newton se encuentra ubicado en las coordenadas 40°07′00″N 77°26′59″O / 40.11667, -77.44972.

## Demografía
Según la Oficina del Censo en 2000 los ingresos medios por hogar en la localidad eran de $42,460 y los ingresos medios por familia eran de $46,680. Los hombres tenían unos ingresos medios de $31,331 frente a los $21,768 para las mujeres. La renta per cápita de la localidad era de $16,719. Alrededor del 6% de la población estaba por debajo del umbral de pobreza.